# Trumpler 16
ترومبلر 16 Trumpler 16 (Tr 16) هو عنقود نجمي مفتوح ضخم وموطن لبعض النجوم الأكثر سطوعاً في مجرة درب التبانة. يقع ترومبلر 16 داخل سديم القاعدة في في كوكبة القاعدة الجنوبية ضمن ذراع رامي القوس على مسافة تقدر بحوالي 9,270 سنة ضوئية (2,842 فرسخ فلكي) من الأرض.

## خصائص
يتحرك عنقو ترومبلر 16 نحونا ببطئ بسرعة تقارب 25 كم/ث  ويحتوي العنقود على أكثر من 560 نجم ، بما في ذلك عدد كبير من النجوم الحديثة جدا،
أكثر أعضاء نجوم عنقود ترومبلر 16 سطوعاً هو نجم إيتا القاعدة وهو النجم الوحيد المرئي بالعينِ المجردة في العنقود وثاني أسطع نجم هو نجم وولف-رايت  WR 25 وكلاهما أسطع بملايين المرات من الشمس، وهناك ستة نجوم متطرفة أخرى من الطبقات الطيفية O3.
ترومبلر 16 و ترومبلر 14 هي أبرز العناقيد النجمية في القاعدة OB1، ترابط نجمي عملاق في ذراع رامي القوس. عنقود أخر داخل القاعدة OB1 هو كوليندر 228 ويعتقد أنة لترومبلر 16 يظهر بصريا معزول بسبب تداخل ممرات الغبار. وتشير الأنواع الطيفية للنجوم إلى أن ترومبلر 16 تشكل خلال موجة واحدة من التشكل النجمي. وبسبب السطوع الشديد للنجوم التمشكلة، فإن الرياح النجمية تدفع سحب الغبار بعيدا، على غرار عنقود الثريا. وفي غضون بضعة ملايين من السنين، بعد انفجار النجوم الأكثر سطوعا على شكل مستعرات عظمى، سوف يتلاشى العنقود ببطئ . وتقع معظم النجوم ترومبلر 16 في الجزء الشرقي من تجمع نجوم القاعدة OB1 المترابطة.

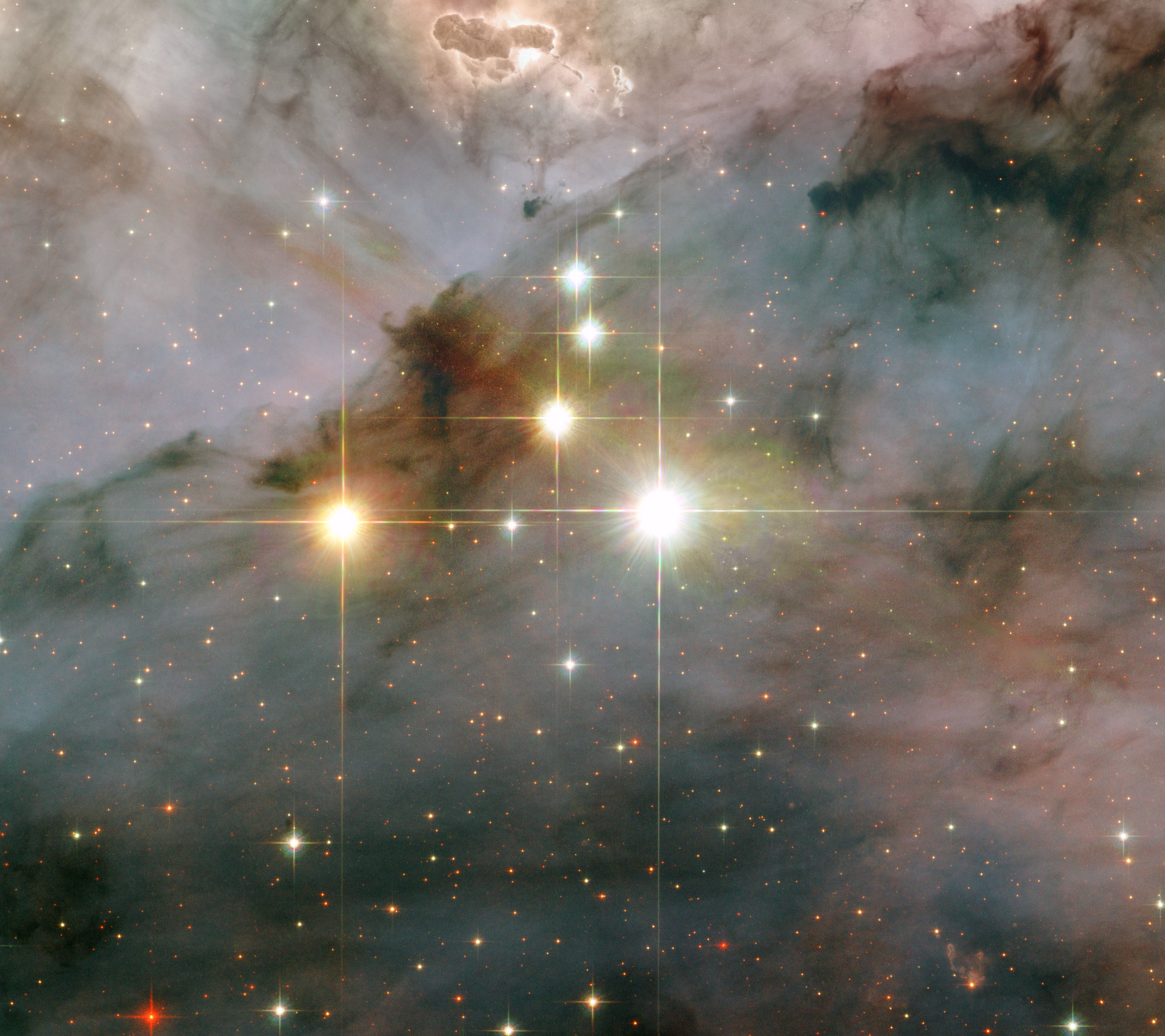
بعض نجوم ترومبلر 16 WR 25 وTr16-244 هي ألمع وثاني ألمع النجوم في هذه الصورة